# دارة عين الذئاب

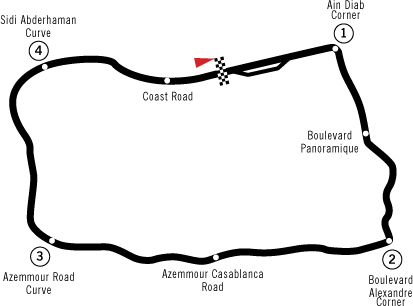
مسار مضمار السباق عين الذياب

«دارة عين الذئاب» أو «دارة عين الذياب» كما ينطقها البيضاويون، هي مضمار سباق متقادم للفورمولا 1، تم بناؤه في عام 1957 عند الجنوب الغربي من عين دياب في المغرب. تستخدم هذه الدارة كل من الطريق الساحلية القائمة والطريق الرئيسية الممتدة من الدار البيضاء إلى أزمور.

## تاريخ
تم تصميم وبناء هذا المضمار بطول 7.618 كيلومترات من طرف نادي السيارات المغربي في فترة استمرت ستة اسابيع. سنة 1957 تم تنظيم الجائزة الكبرى للفورمولا 1، وهي سباق الجائزة الكبرى للمغرب، إلا انها لا تُعد ضمن اقسائيات كأس العالم. 19 أكتوبر 1958 كانت الجائزة الكبرى للمغرب هي الدور النهائي من بطولة العالم للفورمولا 1 في عام 1958. فاز الإنكليزي ستيرلنغ موس بالسباق. إلا أن منافسيه مايك هاوثورن، اكتفى بالمركز الثاني في السباق ليحصل على اللقب بفارق نقطة واحدة. حادث مميت لستيوارت لويس-ايفانز ألقى بظلاله على السباق.

## الإحصاء

### كل فائزين في سباقات الفورمولا 1 عين دياب
| السنة | الفائز          | السيارة | الوقت       | طول الطريق | الدورات | Ø-السرعة     | التاريخ   | الجائزة الكبرى ل |
| ----- | --------------- | ------- | ----------- | ---------- | ------- | ------------ | --------- | ---------------- |
| 1958  | المملكة المتحدة | فانوول ‏ | 2:09:15,1 h | 7,618 كلم  | 53      | 187,427 km/h | 19 أكتوبر | المغرب           |

## وصلات خارجية
- صورة عبر الساتل من خرائط غووغل